# Clytia gelatinosum
Clytia gelatinosum är en nässeldjursart som först beskrevs av Mayer 1900.  Clytia gelatinosum ingår i släktet Clytia och familjen Campanulariidae. Inga underarter finns listade i Catalogue of Life.